# Odporność roślin na zasolenie

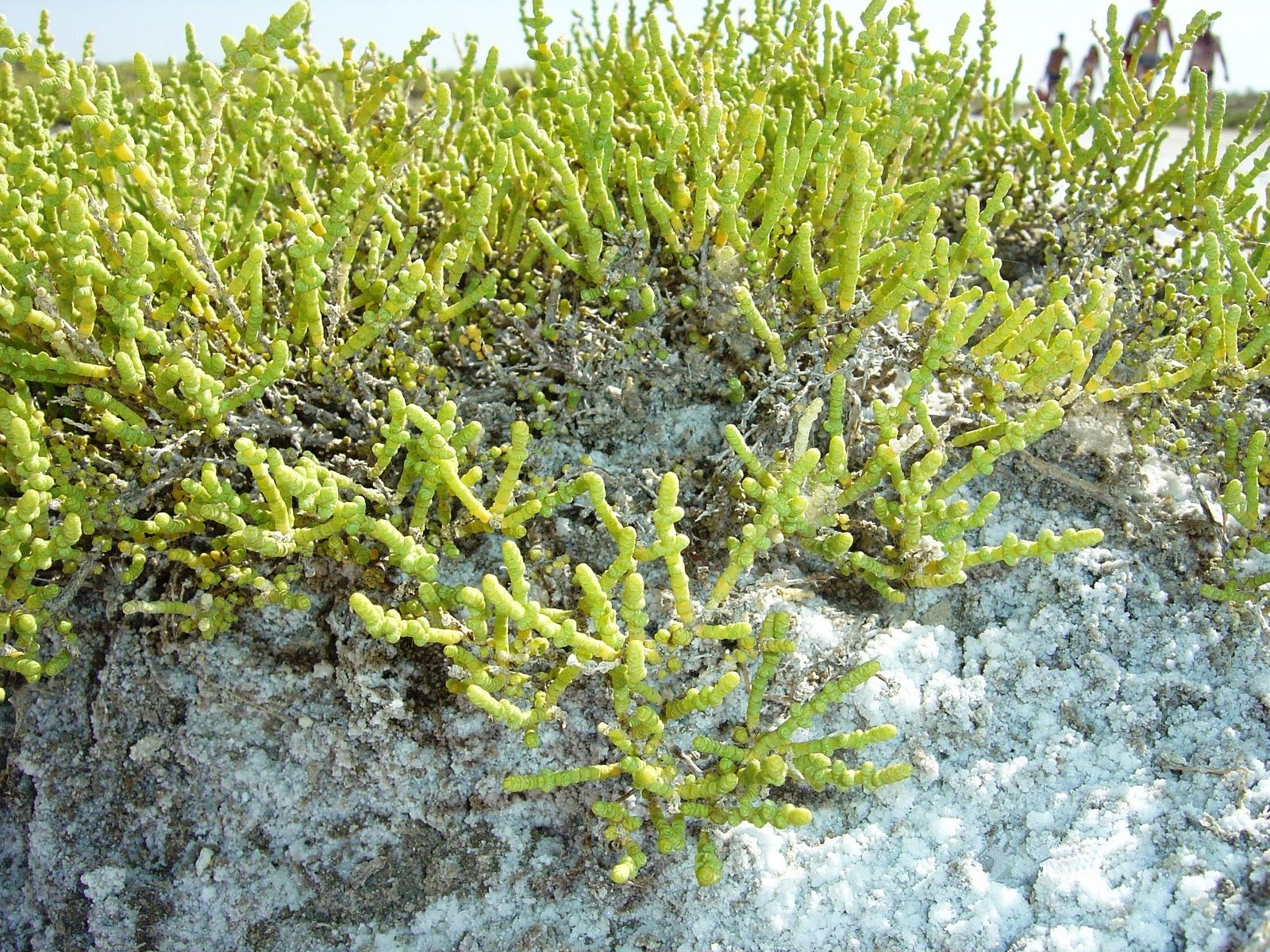
Soliród zielny na brzegu słonego jeziora Baskunczak

Odporność roślin na zasolenie – zdolność roślin do przetrwania w środowisku o wysokim stężeniu soli, najczęściej chlorku sodu, albo wysokiej łącznej zawartości jonów w strefie korzeniowej. Stres związany z wysokim stężeniem jonów jest przede wszystkim efektem suszy fizjologicznej, ważnym czynnikiem stresogennym jest także podwyższone stężenie jonów Na+ w komórkach. Rośliny zdolne do ciągłego życia w warunkach zasolenia nazywane są halofitami lub słonoroślami. Halofity nie tylko tolerują wysokie stężenie soli w podłożu, lecz wręcz wymagają takich warunków – bez chlorków fotosynteza u tych roślin ulega zahamowaniu. Halofity występują wyłącznie wśród roślin okrytonasiennych – adaptacji do siedlisk zasolonych nie wykształciły paprocie i mszaki.

## Przyczyny zasolenia
W niektórych miejscach wysokie stężenie soli w podłożu jest zjawiskiem naturalnym. Obszary, gdzie naturalnie występują gleby zasolone to wybrzeża mórz, szczególnie w miejscach ulegających okresowemu zalewaniu, oraz tereny w głębi lądu, w których występują wysięki wód słonych, a także tereny suche gdzie parowanie przewyższa ilość opadów (sole wynoszone są z głębi ziemi przez parującą na powierzchni wodę). Gleby słone występują na rozległych obszarach pustyń, półpustyń oraz suchych stepów. W agrosystemach najczęstszą przyczyną zasolenia i związanego z nim stresu jest niewłaściwe nawożenie oraz stosowanie do nawodnień wody o wysokiej zawartości soli. Na stres narażone są także rośliny rosnące w pobliżu dróg, na których stosuje się sól do ośnieżania. Zasolenie może pojawiać się w obniżeniach terenu, do których spływają, a następnie wyparowują wody opadowe, czy w ciekach i zbiornikach odbierających wody roztopowe z dróg odśnieżanych za pomocą soli.

## Mechanizmy obronne

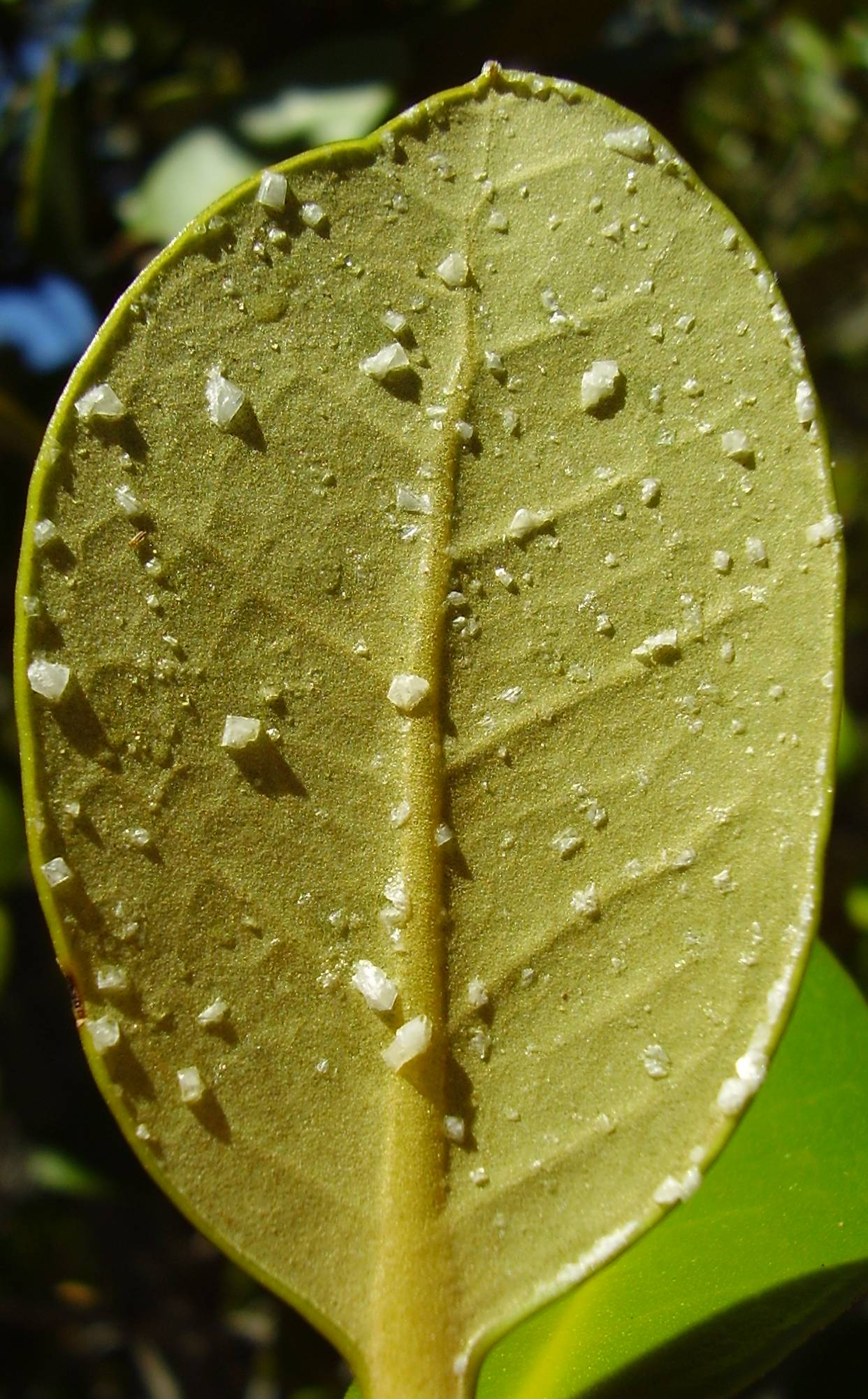
Kryształy soli wytrącone na dolnej stronie liścia awicenii Avicennia marina

Nadmiar jonów Na+ w komórce prowadzi do wypierania jonów Ca2+. Efektem utraty tych drugich jonów jest wzrost przepuszczalności błon i wypływ jonów z komórki. Zmiana stosunku Na+/K+ oprowadzi także do zmian w aktywności enzymów i zahamowania syntezy białka. Wysoka zawartość jonów Na+ i Cl- w komórce prowadzi do zahamowania fotosyntezy. Utrudnione jest również pobieranie niezbędnych składników mineralnych, takich jak jony K+, Ca2+, NO3−. Podstawowy mechanizm obronny jest zbliżony do reakcji roślin na suszę. Słonorośla zwiększają stężenie soku komórkowego, co umożliwia im pobranie wody z otoczenia. Rośliny przesuwają aktywnie nadmiar jonów z cytoplazmy do wodniczki. Zawartość NaCl w wakuoli halofitów może dochodzić do 10%. W cytoplazmie wzrasta stężenie substancji osmotycznie czynnych takich jak glicyna, prolina, sorbitol, sacharoza, betaina, pinitol, mannitol, alanina, glutamina, asparagina. Są to tak zwane substancje kompatybilne. Wytwarzane są także białka zwiększające tolerancję na sól, nazywane osmotynami. Synteza osmotyn indukowana jest przez kwas abscysynowy. Część roślin chroni się przed nadmiarem jonów wydzielając je na zewnątrz organizmu przy udziale gruczołów wydzielniczych. Efektem w okresie bez opadów atmosferycznych jest powstawanie nalotu z soli na łodygach i liściach. Glony morskie zdolne są do syntezy halogenków metylu, lotnych związków, które łatwo opuszczają komórkę. Rośliny lądowe zaś mogą pozbywać się nadmiaru soli zrzucając starsze organy, w których wcześniej akumulują zbędne jony. Sukulenty chronią się przed zasoleniem gromadząc w organizmie wodę pozwalającą rozcieńczyć nadmiar jonów.
Jeżeli mechanizmy obronne są niewystarczające dochodzi do żółknięcia liści, powstania nekroz i zahamowania wzrostu.